# Rise Records
Rise Records ist ein 1991 gegründetes Independent-Label, das sich auf Metal und Hardcore Punk spezialisiert hat. Seit 2015 gehört es zum BMG-Konzern.

## Geschichte
Das Label wurde in Roseburg, Oregon, von Craig Ericson gegründet, brachte die erste CD allerdings erst im Jahr 2000 heraus, nachdem das Label nach Portland umgezogen war. Zuvor wurden lediglich 7"Records herausgebracht. Da Ericson seinen Abschluss auf dem College erreichen wollte, ließ er das Label ruhen. Laut einem Bericht des Billboard erschien die erste Veröffentlichung bereits 1991, als Ericson noch die Highschool besuchte.
Zwischen 1999 und 2005 hatte Rise Records hauptsächlich lokale Gruppen unter Vertrag, darunter One Last Thing und Livit, welche zwar auf großen Zuspruch stießen, dem Label aber Verluste einbrachte. Der Erfolg begann 2006 mit dem Veröffentlichen des Albums In Vogue von Drop Dead, Gorgeous, welches sich 30,000-mal verkaufte. Bei dem Label standen bereits Ever We Fall und Fear Before unter Vertrag, die inzwischen bei Hopeless Records bzw. Equal Vision Records unterschrieben haben. Weitere bekannte Gruppen, die bei Rise unter Vertrag standen sind The Devil Wears Prada und Breathe Carolina, welche allesamt große Erfolge mit dem Label feiern konnten und später zu anderen Labels, wie Suretone Records, Fearless Records und Ferret Music gewechselt sind. Eine weitere sehr erfolgreiche Band die bei Rise unter Vertrag standen sind Sleeping with Sirens, die nach fünf Jahren Labelzugehörigkeit drei Studioalben hervorbrachten. Sie gaben an, das vierte Album in Eigenregie veröffentlichen zu wollen.
Auch waren bereits Gruppen wie The Bled, Bleeding Through, This is Hell und From First to Last bei Rise Records unter Vertrag. Derzeit hat das Label 28 Bands in ihrem Rooster. Vertrieben werden die Produktionen des Labels durch ADA.
Am 3. Februar 2010 wurde mit Velocity Records das Tochterlabel ins Leben gerufen. Dieses Label wird von Dave Shapiro gemanagt. Bei Velocity stehen Woe, Is Me, SECRETS, Abandon All Ships, A Loss for Words, MikeyWhiskeyHands und The Air I Breathe unter Vertrag.
Im April 2010 gab das Label bekannt, die Alben der Band Piebald als Boxset veröffentlichen zu wollen. Dieser Release soll sämtliche Veröffentlichungen der Band zu der Zeit bei Big Wheel Recreation zwischen 1999 und 2002 sowie einige bisher unveröffentlichte Songs beinhalten.
In den letzten Jahren erwirtschaftete das Label ein Umsatzplus von zehn Millionen USD. Fünf Prozent aller in den USA verkauften Tonträger des Jahres 2014 im härteren Rockmusik-Bereich erschien über Rise Records, doppelt so viel wie die beiden Konkurrenz-Pattenfirmen Hopeless und Epitaph Records gemeinsam. Im September 2014 unterschrieb Rise Records einen Vertriebsdeal mit dem australischen Label UNFD. Somit wird Rise Records in Zukunft Veröffentlichungen der australischen Plattenfirma in Nordamerika vertreiben.
Im Mai 2015 wurde bestätigt, dass der BMG-Konzern Rise Records übernommen hat. Das Label ist weiterhin von Portland aus unter Leitung des Gründers Craig Ericson tätig und nutzt die Infrastruktur sowie das Backoffice des Mutterkonzerns.

## Bands

### Rise Records
- Angels and Airwaves
- 7 Seconds
- The Acacia Strain
- Alive Like Me[8]
- The Bouncing Souls
- Chelsea Grin
- Crown the Empire
- Dance Gavin Dance[9]
- Dangerkids[10][11]
- Dave Hause[12]
- Defeat the Low
- The Early November
- Emarosa
- Emily's Army[13][14]
- Evergreen Terrace
- Exotype[15]
- Face to Face
- For the Fallen Dreams
- Further Seems Forever
- Hands Like Houses
- Hot Water Music
- I Can Make a Mess Like Nobody's Business
- The Jealous Sound
- Kevin Seconds
- Legend[16][17][18]
- Like Moths to Flames
- Make Do and Mend
- Man Overboard
- Mayday Parade
- Memphis May Fire
- Miss May I
- Misser
- My Ticket Home
- Nightmares[19][20]
- Of Mice & Men
- Only Crime
- Palisades
- Placebo
- The Plot in You
- Poison the Well
- Polar Bear Club
- Silverstein
- Teenage Bottlerocket
- Transit
- War Generation[21]

### Velocity Records
- A Loss for Words[22]
- Abandon All Ships[23]
- The Air I Breathe[24]
- SECRETS[25]
- Woe, Is Me[26]